# توم بلير
وماس بلير (24 فبراير 1892- 28 أغسطس 1961) كان لاعب كرة قدم إسكتلندي لعب كحارس مرمى.